# Leonel Fernández Reyna
Leonel Antonio Fernández Reyna (Santo Domingo, 26 de desembre de 1953) és un advocat, acadèmic i polític dominicà. Fou el President de la República Dominicana des del 2004 fins al 2012.
Va ser president de la República Dominicana durant els períodes 1996-2000 i 2004-2008. És un dels pocs polítics dominicans en ocupar la presidència en tres ocasions de la història del país, i ha estat el primer Cap d'Estat de les files del Partit de la Liberación Dominicana, sent elegit el gener de l'any 2002 com a president d'aquesta organització.
La seva administració se centra molt en el desenvolupament tecnològic, i és criticat per la seva falta d'atenció a les qüestions socials. Durant el seu mandat hi ha hagut una gran quantitat de denúncies de corrupció.

## Primers anys
Fernández va néixer a Villa Juana, un sector de Santo Domingo a la República Dominicana. La seva família es va mudar als Estats Units on va passar la seva infància i els seus anys de formació a Washington Heights, Nova York.
Quan va acabar l'escola secundària a Nova York, va tornar al seu país i va començar els seus estudis de Dret a la Universitat Autònoma de Santo Domingo. Allà es va unir al Partit de Liberación Dominicana (PLD) el 1973, quan Juan Bosch va abandonar el Partit Revolucionari Dominicà (PRD) per crear el nou partit. Fernández va ser deixeble proper de Bosch, i es va presentar com a candidat a la vicepresidència al costat d'aquest durant les eleccions presidencials de 1994.

## Incursió en la política
La seva creixent incidència en els cercles intel·lectuals a través de conferències, treballs periodístics i debats, va ser parella amb una progressiva ascendència en el si del seu partit, que el va portar a ocupar posicions de gran responsabilitat política, convertint-lo en membre del Comitè Central, el 1985, i del Comitè Polític, el 1990. Al PLD ha ocupat la Secretaria d'Afers Internacionals i de Premsa, i va ser director de la revista Política, Teoria i Acció.

### Pacte amb Balaguer i presa de possessió
En les eleccions presidencials de 1994, hi va haver greus evidències de frau que van crear una crisi política on Balaguer es va veure obligat a avançar els nous comicis el 1996, en què Fernández va ser presentat pel seu partit per a la candidatura presidencial. A la primera ronda d'aquelles eleccions, Fernández va obtenir el 38,9% dels vots, en segon lloc darrere del candidat del PRD José Francisco Peña Gómez. A la segona ronda el 30 de juny, va aconseguir el 51%, enfront d'un 49% que obtingué Penya Gómez. A causa d'això va sorgir una aliança anomenada Front Patriòtic, que conformaran Juan Bosch i Joaquín Balaguer, aconseguint així Fernández la victòria.

### Primer mandat presidencial (1996-2000)
Va ser jurar com a president el 16 d'agost de 1996, succeint a Joaquín Balaguer, per esdevenir el primer Cap d'Estat que sorgeix del Partit de Liberación Dominicana i un dels més joves estadistes de Llatinoamèrica per aquell temps.
Durant el seu període de govern, l'agenda política de Fernández es va centrar en crítiques i austeres reformes econòmiques i en millorar la macroeconomia. Incentivar la participació en organitzacions polítiques i econòmiques de l'hemisferi, com l'Organització d'Estats Americans OEA i la Cimera de les Amèriques. L'economia dominicana va gaudir d'una taxa de creixement mitjana de set per cent, el més alt d'Amèrica Llatina en aquell període, juntament amb països com Corea del Sud. La inflació es va estabilitzar per sota d'un dígit, el més baix de tota Amèrica Llatina. El seu govern es va enfocar en la creació de projectes d'infraestructura, que incloïen la construcció d'elevats vials i bulevards al centre de la ciutat de Santo Domingo, específicament en les avingudes febrer 27 i John F. Kennedy. Va afavorir la inversió estrangera, però es descuidava de sectors socials com l'educació i la salut pública. Fernández va emprendre una dinàmica i agressiva política exterior que va rescatar la República Dominicana del seu aïllament tradicional i la va col·locar en el mateix centre dels processos d'integració regional, obertura de mercats i globalització.
Fernández també va iniciar un pla molt personal i amb visió de futur per a executar a la República Dominicana. A més es va proposar desenvolupar el país comparativament i fent referència als del primer món, dient "Nosaltres podem ser el Singapur del Carib".
Convençut que el desenvolupament de la tecnologia de la informació i comunicacions representa el motor més poderós per al progrés d'una nació moderna, i després de descuidar l'educació en principi, va dedicar esforços especials a equipar totes les escoles públiques secundàries del país de laboratoris d'informàtica. Instaurar el premi als estudiants meritoris, atorgat mensualment a nivell nacional; promoure la cultura de la lectura a través de les competències anomenades Olimpíades de lectura i va deixar establerta la Fira Internacional del Llibre Santo Domingo. Va establir l'esmorzar escolar, afavorint així a una gran població estudiantil d'escassos recursos.
El 10 de setembre de 1997 crea l'Autoritat Metropolitana de Transport (AMET). Organisme encarregat d'ordenar el transport a la República Dominicana. Alhora aquest mateix any es crea l'Oficina Metropolitana de Serveis d'Autobusos (OMSA), la qual s'encarrega del transport públic sota administració de l'Estat.
En el pla econòmic, el govern de Fernández va posar en marxa programes per a la creació de llocs de treball, donant suport financer a les micros, petites i mitjanes empreses, construint noves zones franques industrials i realitzant una activa estratègia per captar capitals estrangers. No obstant això, sectors de la societat civil van argumentar que aquests èxits no es van traduir en una millora en els ingressos o la qualitat de vida del poble dominicà. A més va ser molt criticat en una part de la seva política econòmica que consistia en la privatització d'empreses de l'estat com la Corporació Dominicana d'Electricitat(CDE), el Consell Estatal del Sucre(CEA) i la Corporació Dominicana d'Empreses Estatals(CORDE).
Sota el seu mandat es va elaborar el Tractat de Lliure Comerç (TLC) amb els països de CARICOM i Amèrica.
Fernández no va aspirar a un segon mandat, ja que constitucionalment estava prohibit que un president governés en períodes consecutius, i per tant, el seu partit va triar al seu segon home de confiança, Danilo Medina, com el seu candidat per a les eleccions de 2000. No obstant això, Medina va ser derrotat pel líder carismàtic populista del PRD, Hipòlit Mejía, qui va capturar el sentiment popular de l'època, aprofitant que molts dominicans van considerar que les reformes i el creixement econòmic de Fernández no es reflectia en la seva vida quotidiana.

### Segon mandat presidencial (2004-2008)
Fernández va ser elegit per a un segon mandat en les eleccions presidencials de 2004 amb una majoria absoluta i el segon percentatge més alt en la història Dominicana (57%), representant el PLD. La seva victòria es va deure en gran part a la caiguda de l'economia dominicana producte dels desencerts del govern d'Hipòlit Mejía. Fernández va trobar una atmosfera on prevalien els alts preus del petroli i una economia en crisis internacionals, un endeutament excessiu durant el govern de Mejía i el fracàs de tres dels més grans bancs del país: Banc intercontinental (Baninter), Bancrédito i Banc Mercantil.
A l'iniciar el seu segon mandat presidencial va haver de lidiar amb la crisi econòmica heretada del govern anterior, fruit del rescat bancari originat pels mals manejos d'alguns sectors de la banca privada i que s'havia estat gestant des de finals dels anys 80. Això va comportar un cost per a l'economia local. Per combatre aquesta crisi van ser necessàries prendre mesures dràstiques com la reducció de la taxa del dòlar, mesura que va provocar la pèrdua de més de 120,000 llocs de treball a les zones franques i un salt impressionant en el deute intern.
Molts sostenen que el seu èmfasi en el desenvolupament tecnològic és sovint a costa de les necessitats bàsiques com l'alimentació, la salut i l'educació. Potser el major problema de Fernández durant els dos períodes en el càrrec va ser la seva incapacitat per resoldre els problemes crònics d'energia del país, així com la seva falta de voluntat per enfrontar-se amb el clientelisme i la corrupció governamental. La seva posició com a assessor legal del fallit Banc Intercontinental treu a la llum el seu possible vinculació en la influència del govern en aquest banc.

### Tercer mandat presidencial (2008-2012)
Fernández va assumir el nou mandat el 16 d'agost de 2008 amb una atmosfera internacional plena de problemes econòmics i amb un augment de la criminalitat i el narcotràfic a la República Dominicana. En la presa de possessió el seu discurs es va centrar en el tema econòmic ressaltant l'estabilitat de la tassa del dòlar que va mantenir en el seu govern anterior. Va destacar que la taxa d'atur va caure d'un 19,7% el 2004 a un 14% l'abril del 2008, així mateix va anunciar un conjunt de mesures fiscals i tributàries per poder afrontar la crisi econòmica.
Fernández va anunciar que en aquest període el govern executarà un programa macroeconòmic de mitjà i llarg termini, orientat a preservar l'estabilitat, aconseguir un creixement mitjà anual mínim de 6% del PIB i mantenir la inflació en un sol dígit, això segons Fernández privilegiaria la despesa social en educació, salut, aigua potable i habitatge. En aquest mateix ordre va afirmar que les mesures que prendrà el nou govern permetran mantenir el dèficit del compte corrent al voltant d'un 4% del PIB. Fernández a més va anunciar una segona línia del Metro de Santo Domingo i un tren de càrrega i de passatgers que cobrirà la ruta entre el port de Haina i Santiago de los Caballeros.
Deixà el càrrec el 16 d'agost de 2012 al guanyador de les eleccions del mes de maig del mateix any, Danilo Medina, del seu partit polític.